# 앙카라 아레나
앙카라 아레나(튀르키예어: Ankara Spor Salonu)는 터키 앙카라에 위치한 실내 경기장이다. 2010년 4월에 문을 열었다.